# Les Heures tendres
Pour plus de détails, voir Fiche technique et Distribution.

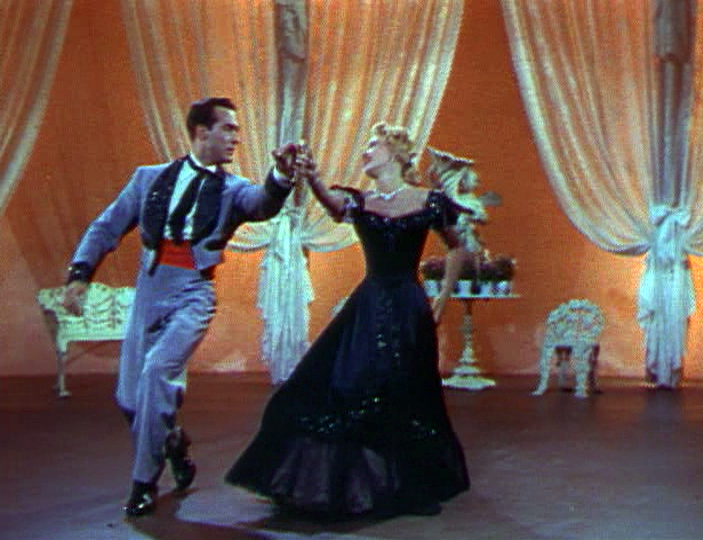
Ricardo Montalban et Jane Powell

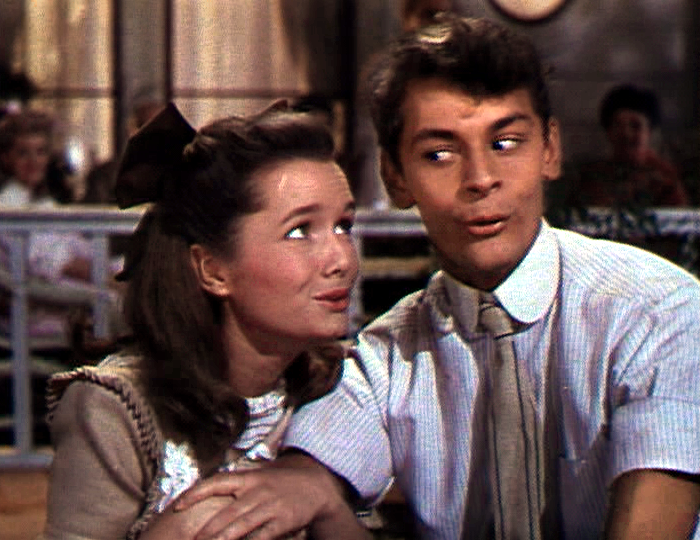
Debbie Reynolds et Carleton Carpenter

Les Heures tendres (Two Weeks with Love)  est un film musical américain de Roy Rowland, sorti en 1950.

## Synopsis
La famille Robinson se trouve à l'hôtel Stanley House, situé à "Kissamee-in-the-Catskills", une station balnéaire, pour ses vacances annuelles de deux semaines. Le fils du propriétaire de la station, Billy, est amoureux de Patti, qui décline toutes ses invitations, le considérant comme trop jeune à 16 ans alors qu'elle vient d'en avoir 17 ans à peine. Sa sœur cadette Melba s'intéresse à Billy mais celui-ci est déterminé à courir après Patti. Celle-ci et son amie, Valérie, une actrice un peu plus âgée, se disputent l'attention de Demi, un beau Cubain nouvellement arrivé à la station balnéaire. Valerie donne à Patti de mauvais conseils sur les relations avec les hommes et lui fait souvent remarquer qu'elle est encore une enfant.
M. Robinson entend Billy et Patti se plaindre, l'un parce que son père refuse qu'il porte des pantalons longs et l'autre parce que sa mère refuse qu'elle porte un corset. Malgré les objections de sa femme, M. Robinson achète un corset pour sa fille, choisissant par inadvertance un corset chirurgical dont les armatures en acier se bloquent lorsque la personne qui le porte se penche trop.
Lors du spectacle de variétés, Valérie convainc le propriétaire de la station balnéaire de retirer Patti du spectacle mais lorsqu'elle ne trouve pas ses chaussures de danse, elle refuse de se produire et Patti prend sa place dans une danse avec Demi. Pendant la danse, le corset de Patti se bloque et elle est transportée hors de la scène. Mme Robinson libère Patti de son corset et promet de lui acheter un corset correct le lendemain.
Alors qu'il se quittent, Demi reçoit la permission des parents de Patti de lui rendre visite lorsqu'ils retourneront en ville.

## Fiche technique
- Titre français:  Les heures tendres
- Titre original : Two Weeks with love
- Réalisateur : Roy Rowland
- Production : Jack Cummings
- Société de production et de distribution : MGM
- Scénario : John Larkin et Dorothy Kingsley d'après une histoire de John Larkin
- Directeur musical : George Stoll
- Musique : Albert Sendrey et George Stoll (non crédités)
- Chorégraphie : Busby Berkeley et Alex Romero
- Directeur de la photographie : Alfred Gilks
- Montage : Cotton Warburton
- Direction artistique : E. Preston Ames et Cedric Gibbons
- Décorateur de plateau : Richard Pefferle et Edwin B. Willis
- Costumes : Walter Plunkett et Helen Rose
- Pays d'origine : États-Unis
- Format : Couleurs (Technicolor) - 35 mm - 1,37:1 - Son : Mono (Western Electric Sound System)
- Durée : 92 minutes
- Genre : Film musical
- Dates de sortie : 
  - États-Unis : 10 novembre 1950
  - France : 2 avril 1952

## Distribution
- Jane Powell : Patti Robinson
- Ricardo Montalban : Demi Armendez
- Louis Calhern : Horatio Robinson
- Ann Harding : Katherine Robinson
- Phyllis Kirk : Valerie Stresemann
- Carleton Carpenter : Billy Finlay
- Debbie Reynolds : Melba Robinson
- Clinton Sundberg : M. Finlay
- Gary Gray : McCormick Robinson
- Tommy Rettig : Ricky Robinson
- Charles Smith : Eddie Gavin